# Јосип Филиповић
Јосип Филиповић (Госпић, 28. април 1819 — Праг, 6. август 1889) био је аустријски генерал, подмаршал и фелдцојгмајстер. Потиче из старе босанске хришћанске породице из Лике. Као командант бригаде аустријске војске (у Јелачићевом корпусу) учествовао у гушењу устанка у Бечу 1848. и мађарске револуције 1849. у Мађарској. Истакао се у бици код Солферина 1859. Био је на челу аустроугарских трупа које су окупирале област Босну и Херцеговину 1878, а затим управљао њоме.